# Subterfuge Records
Subterfuge Records es una compañía discográfica independiente española. Fundada en 1989 por Carlos Galán y teniendo como origen el fanzine Subterfuge  —referente de la cultura underground desde su primer número— la compañía con sede en Madrid ha impulsado las carreras de bandas fundamentales como Australian Blonde, Manta Ray, Dover, Mastretta, Najwa Nimri, Carlos Jean, Ellos, Fangoria, Los Fresones Rebeldes, Sexy Sadie, Mercromina, Undershakers, Pauline en la Playa o Cycle, entre muchos otros.
Publicó “Devil Came to Me”, el disco más vendido de la historia de la música independiente en España y el único que llegó a conseguir 6 discos de platino.
Por el sello han pasado artistas como Lidia Damunt, Tulsa, The Unfinished Sympathy, Krakovia, Fuzzy White Casters, VaneXXa, Templeton, Spunkfool, Seine, Virüs, Mamut, Damills, Carlos Jean,  Dover, Fangoria, Vega,  Sterlin o Viva Suecia.
Actualmente su catálogo está compuesto por el trabajo de artistas como Anni B Sweet, Neuman, Maryland, Meneo, McEnroe, Arizona Baby, Corizonas, Samantha Hudson, El Meister, Nena Daconte, Jordana B, Texxcoco, Niña Polaca o La La Love You.